# Baljvine
Baljvine (szerbül: Баљвине) bosnyák falu Bosznia-Hercegovinában, Bosanska krajina területén, a Szerb Köztársaságban, Mrkonjić Grad községben.

## Fekvése
Bosznia-Hercegovina közép-nyugati részén, Banja Lukától légvonalban 34, közúton 48 km-re délre, községközpontjától légvonalban 10 km-re, közúton 18 km-re északkeletre, az Orbász (Vrbas) jobb partján, 543 méteres átlagos magasságban található. Körülbelül félúton Jajca és Banja Luka között, elérhető közelségben a középkori Bočac erődtől, magasan a Vrbas felett annak jobb oldalán, és a Čemernica-hegység lábánál fekszik. Donje Baljvine az Orbász jobb partja, azaz a „Bočac” vízerőmű tárolótava feletti fennsíkon található, körülbelül 495 méteres magasságban. Az M-16-os, azaz az E-661-es főúttal szerpentinekkel ellátott helyi aszfaltút köti össze. Az útkereszteződéstől Donje Baljvinéig körülbelül 190 m, Gornje Baljvinéig pedig 240 m a magasságkülönbség.

## Népessége
| Nemzetiségi csoport | Népesség 1991 | Népesség 2013 |
| ------------------- | ------------- | ------------- |
| Szerb               | 438           | 104           |
| Bosnyák             | 699           | 245           |
| Horvát              | 0             | 0             |
| Jugoszláv           | 1             | 0             |
| Egyéb               | 2             | 1             |
| Összesen            | 1140          | 350           |

## Története
A falu területe már az őskor óta lakott. Az Orbász jobb partján a Crna rijeka torkolatával szemben egy, a történelem előtt épített vár maradványai találhatók. Itteni bronzkori fémöntőműhelyre utal az itt talált 35 db bronz szekerce, mely leletet a vučedoli kultúrához kötik.
Baljvine egy nagyon régi település, amit a Kucelji faluban található, a 14. vagy 15. századból származó stećak sírkövek és a környező óboszniai sírkövek és tereptárgyak is tanúsítanak. A Baljvine névnek titokzatos gyökerei vannak, és a faluban és környékén található hatalmas stećakok, a nyelv és a szóhasználat, amellyel az emberek beszélnek - minden a régmúltra és a baljvinei nemzetségek és családok megszakítás nélküli folytonosságára utal. 
A Banja Luka és Mrkonjić Grad közötti hegyvidék a középkori zemljaniki plébániához tartozott. Ez Zmijanjének nevezett vidék a Jajcától északra fekvő Orbász völgye várainak elesésével 1527-1528-ban került oszmán uralom alá. Az oszmán uralom első éveiben a Zmijanje náhije magába foglalta az Orbász (Vrbas) és a Szana folyók közötti teljes területet, valamint délen a Mrkonjić Grad feletti Kozare, Dimitor és Lisina hegységeket. Kicsit később a Trijebovói náhije, mely Mrkonjić Grad környékén feküdt, levált róla.
A település 1878-ig tartozott az Oszmán Birodalomhoz, majd az Osztrák-Magyar Monarchia része lett. 1879-ben az első osztrák-magyar népszámlálás során a településnek 37 háza, 163 muszlim és 201 ortodox lakosa volt. 1910-ben Baljvine Srpsko településen 44 házat 269 szerb, és 11 muszlim lakost, Baljvine Tursko településen 35 házat, 6 ortodox szerb és 246 muszlim lakost számláltak. A monarchia szétesésével 1918-ben előbb a Szerb-Horvát-Szlovén Királyság, majd 1929-től a Jugoszláv Királyság része. Jugoszlávia megszállása után a falu a Független Horvát Állam (NDH) része lett. 1945-től a szocialista Jugoszlávia része volt.
A településen az 1991-es népszámlálás adatai szerint 1140-en éltek, a lakosság többsége muszlim bosnyák volt. A település 1995 szeptemberéig a boszniai szerb katonai egységek (VRS) ellenőrzése alatt állt. A boszniai háborút lezáró daytoni békeszerződés rendelkezése alapján az ország területét felosztották a Bosznia-hercegovinai Föderáció és a boszniai Szerb Köztársaság között. Ennek során a település a Boszniai Szerb Köztársasághoz és Mrkonjić Grad községhez került.
Baljevine lakói büszkék arra, hogy különböznek a többiektől. Dicsekednek azzal, hogy az ő falujuk az egyetlen hely Boszniában, ahol soha nem volt konfliktus szerbek és bosnyákok között – sem a második világháború alatt, sem a 90-es években. Nem ismeretes, hogy a két faluközösség között lettek volna jogi viták, és úgy gondolják, hogy a helyi mecset az egyetlen a Boszniai Szerb Köztársaságban, amely nem semmisült meg vagy nem sérült meg az 1992-től 1995-ig tartó háború során. A második világháború során a muszlimok nem engedték meg, hogy az usztasák több marhát és gabonát vegyenek el a muszlimoktól, mint a szerbektől. Amikor később a csetnikek a faluba érkeztek, ki akarták rabolni és megölni a muszlimokat, de a szerbek ezt nem engedték meg nekik. A boszniai háború idején, bár ez egy olyan terület, amely mindvégig a VRS ellenőrzése alatt állt, a helyiek közös őrjáratot hoztak létre szerbekből és bosnyákokból. A VRS-be toborzott falusi fiatalabb szerbek még a háború tetőpontján is ügyeltek arra, hogy ne sértsék meg bosnyák szomszédaikat.

## Nevezetességei
- Gradina – őskori erőd maradványai. A lelőhely az Orbász jobb partján a Crna rijeka torkolatával szemben, egy platón található. Falmaradványai kötőanyag nélkül rakott kövekből állnak.[4]

- A Griča lelőhely őskori bronzleletei. A lelet, mely 35 db bronz szekercéből áll, egy fa gyökerei alól, véletlenül került elő. Korát a késő neolítikumra teszik, valószínűleg a vučedoli kultúrához tartozik.[4]